# Cidália Mesquita Ximenes

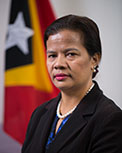
Cidália Mesquita Ximenes

Cidália Mesquita Lera Ximenes da Costa (* 11. September 1975 in Iliomar, Lautém, Portugiesisch-Timor) ist eine Politikerin aus Osttimor. Sie ist Mitglied der FRETILIN.

## Werdegang

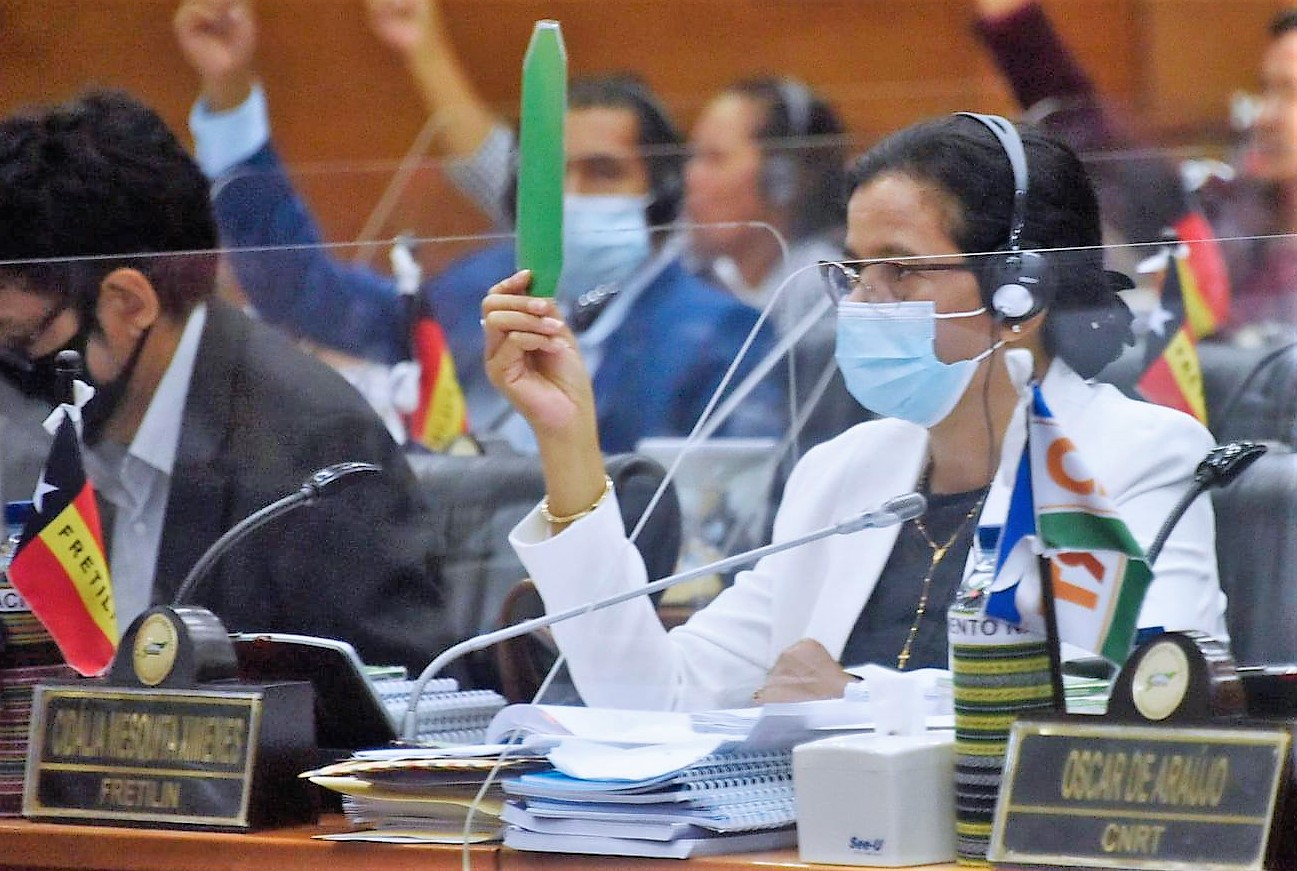
Cidália Mesquita Ximenes im Parlament (2020)

Ximenes absolvierte die Schule bis zur Sekundarstufe.
Auf Listenplatz 9 der FRETILIN gelang Ximenes bei den Parlamentswahlen in Osttimor 2017 der Einzug als Abgeordnete in das Nationalparlament Osttimors. Hier war sie Ersatzdelegierte der nationalen Gruppe des Nationalparlaments bei der parlamentarischen Versammlung der Gemeinschaft der Portugiesischsprachigen Länder (CPLP).
Da die Minderheitsregierung von FRETILIN und PD sich im Parlament nicht durchsetzen konnte, löste es Präsident Francisco Guterres auf und rief zu Neuwahlen auf. Ximenes gelang bei der Neuwahl am 12. Mai 2018 auf Platz 3 der FRETILIN-Liste der erneute Einzug ins Parlament. Sie wurde Mitglied der parlamentarischen Kommission für Bildung, Gesundheit, soziale Sicherheit und Gleichstellung der Geschlechter (Kommission F). Bei den Parlamentswahlen 2023 trat Ximenes nicht an.

## Familie

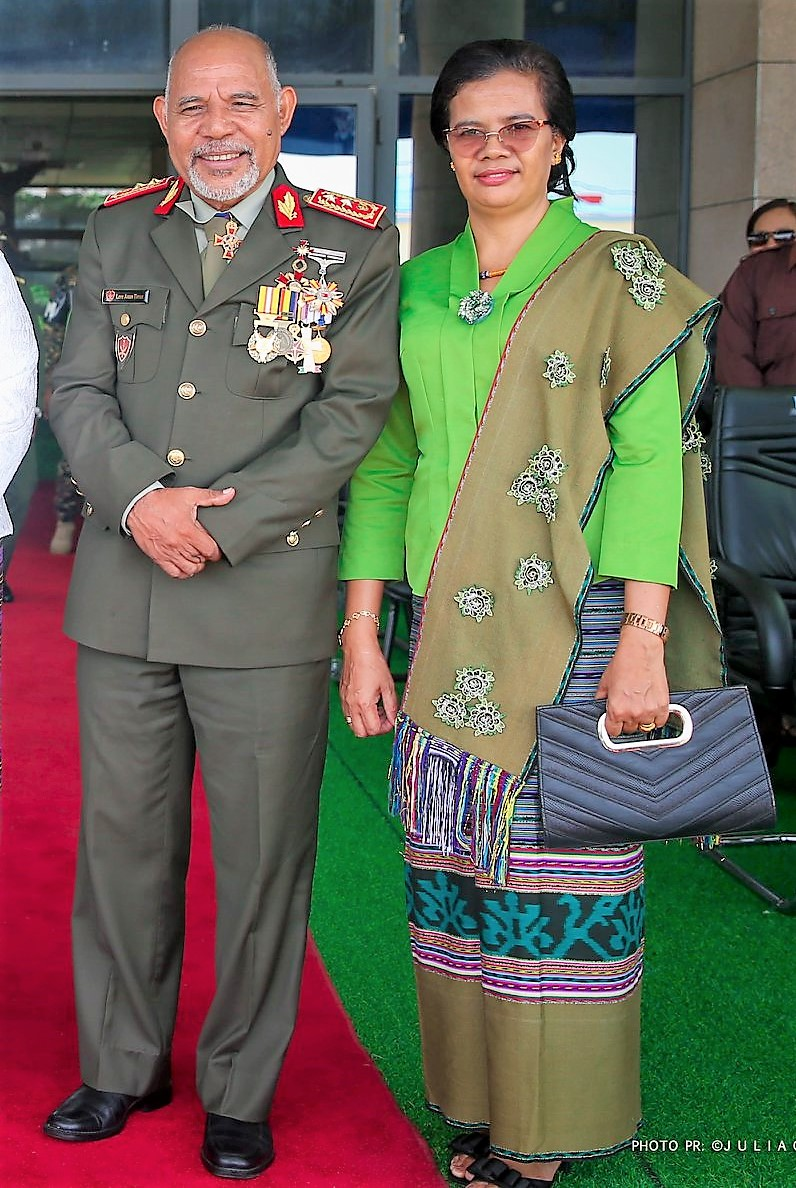
Cidália Mesquita Ximenes mit ihrem Mann Lere Anan Timur (2020)

Ximenes ist mit Lere Anan Timur, dem militärischen Oberbefehlshaber der Verteidigungskräfte Osttimors (F-FDTL) verheiratet. Gemeinsam haben sie einen Sohn und fünf Töchter.